# Довиђења у Чикагу
Довиђења у Чикагу је југословенски филм снимљен 1996. године. Режирао га је Зоран Чалић, који је написао и сценарио заједно са Драганом Чалићем. Главне улоге тумаче Велимир Бата Живојиновић, Никола Симић, Лидија Вукићевић, Гордана Бјелица и Петар Божовић. То је шести наставак филмског серијала Ћао, инспекторе.

## Радња
Боки и Пајко, пошто су добили отказ из службе, отварају у Београду детективску агенцију и упадају у сукоб са новокомпонованим бизнисменима. Трагајући за новцем штедиша „Мафимент банке“ учествују у обрачунима са мафијом, али и са званичном полицијом. Жеља им је да после овог случаја оду у Чикаго у који никада неће стићи.
Због своје трапавости западају у невоље са полицијом и пут у Чикаго остаје неостварени сан.

## Улоге
| Глумац                   | Улога             |
| ------------------------ | ----------------- |
| Велимир Бата Живојиновић | Боки              |
| Никола Симић             | Пајко             |
| Лидија Вукићевић         | Марица            |
| Иван Бекјарев            | Стојче „Мафимент“ |
| Петар Божовић            | Инспектор         |
| Гордана Бјелица          | Секретарица       |
| Селимир Тошић            | Стојчетов ортак   |
| Миленко Павлов           | Полицајац         |
| Миња Војводић            | Обијач            |
| Богдан Кузмановић        | Полицајац         |
| Горан Плеша              |                   |
| Владан Живковић          | Полицајац 2       |
| Славољуб Плавшић Звонце  |                   |
| Миомир Радевић Пиги      |                   |
| Милутин Савић Џими       |                   |
| Чедомир Радевић Чеда     |                   |
| Небојша Броцић           |                   |